# Horton (Kansas)
Horton è un comune degli Stati Uniti d'America, situato nello Stato del Kansas, nella contea di Brown.